# Portrait d'Anne Pitt en Hébé
Le Portrait d'Anne Pitt en Hébé est un portrait réalisé en 1792 par l'artiste française Élisabeth Vigée Le Brun. Il représente la noble anglaise Anne Pitt, fille de Thomas Pitt, 1er baron Camelford de Boconnoc en Cornouailles. Elle faisait partie de la grande famille Pitt, dominant la politique britannique au XVIIIe siècle. Elle épousa son cousin, l'homme politique William Grenville et, devenue baronne Grenville, était sa femme lorsqu'il occupa le poste de Premier ministre du Royaume-Uni comme chef du ministère de tous les talents de 1806 à 1807.
Elle séjournait à Rome, accompagnant son père lors d'une visite en Italie, lorsqu'elle a posé pour Le Brun, le portrait nécessitant sept séances. Elle est retournée en Angleterre en juin de la même année et a épousé Grenville en juillet. Le portrait la montre dans le rôle d'Hébé, une déesse de la mythologie grecque. Le tableau fait partie de la collection du musée de l'Ermitage à Saint-Pétersbourg.